# مدرسه ملی هوانوردی غیرنظامی
مدرسه ملی هوانوردی غیرنظامی (به فرانسوی: École nationale de l'aviation civile) یک کالج فرانسوی است که از تاریخ ۲۸ اوت سال ۱۹۴۹ تحصیلات اولیه و تکمیلی را در زمینه هوانوردی غیرنظامی ارائه می‌داد.